# Мало-Ескинский сельсовет
Мало-Ескинский сельсовет — упразднённая административно-территориальная единица, существовавшая на территории Рязанской губернии и Московской области до 1954 года.
Мало-Ескинский сельсовет был образован в первые годы советской власти. В конце 1920-х годов он входил в состав Зарайской волости Зарайского уезда Рязанской губернии.
В 1929 году Мало-Ескинский с/с был отнесён к Зарайскому району Коломенского округа Московской области.
17 июля 1939 года к Мало-Ескинскому с/с был присоединён Апонитищевский с/с (селение Апонитищи).
14 июня 1954 года Мало-Ескинский с/с был упразднён. При этом его территория была объединена с Козловским с/с в новый Больше-Ескинский сельсовет.